# 岸英彦
岸 英彦（きし ひでひこ）は、日本の財務官僚。国税庁熊本国税局長や税務大学校副校長などを歴任した。

## 人物・経歴
1985年上智大学経済学部卒業後、同年4月国税庁に入庁し間税部酒税課に配属。2005年仙台国税局調査査察部長、2019年税務大学校副校長、2020年熊本国税局長に就任。2021年日本洋酒輸入協会専務理事に就任。